# Бетт Мідлер

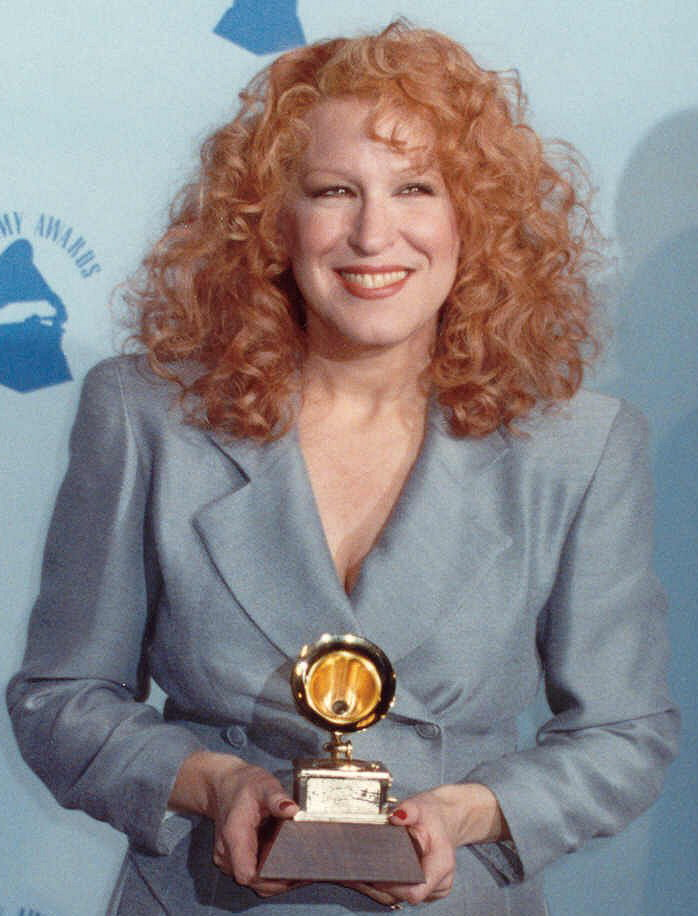
Бетт Мідлер, лютий 1990

Бетт Мідлер (Bette Midler; 1 грудня 1945, Гонолулу, Гаваї) — американська вокалістка, композиторка, авторка текстів, продюсерка та акторка.

## Життєпис
Названа на честь відомої акторки Бетт Дейвіс, оскільки мати захоплювалась кінематографом.
Дитинство Мідлер провела на Гаваях, де відвідувала місцеву школу, у якій була однією з небагатьох білих учениць. У першому класі здобула нагороду за виконання різдвяної пісні. Завдяки матері Мідлер зацікавилась кінематографом і почала навчатись акторській майстерності в «University Of Hawaii».

## Діяльність
1965 року отримала першу невелику роль у фільмі «Hawaii». Того ж року перебралась до Нью-Йорка, де працювала гардеробницею у торговельному домі «Stern» і танцівницею в клубі. 
1966 року стала учасницею хору, задіяного у великому бродвейському хіті «Скрипаль на даху» Джеррі Бока та Шелдона Гарніка. Вже 1967 року Мідлер отримала одну з головних ролей у цій виставі. Також у цей період вона співала у клубі «Improvisation», який робив промоцію молодим талантам і у якому її помітив один з керівників музичної телевізійної програми Девіда Фроста. В результаті Мідлер виступила кілька разів з самим Фростом та взяла участь у програмі «Merv Griffin Show». Після завершення виступів у «Скрипалі на даху» Мідлер недовго грала у небродвейському мюзиклі «Salvation», а надалі знову танцює в одному з бродвейських барів.
1970 року Бет Мідлер з'явилась в ексклюзивному клубі «The Continental Baths», де співала перед замотаними у купальні рушники геями. Сама артистка пропонувала не менш екстравагантне шоу, виконуючи хіти з 60-х, 50-х та 40-х років. У пошуках творчого матеріалу вона навіть звернулась до 1929 року, вибравши баладу Геррі Акста та Гранта Кларка «Am I Blue?». Відомості про ці незвичні виступи швидко поширились по всьому Нью-Йорку, що збільшило авдиторію шоу. В результаті Мідлер отримала багато цікавих пропозицій, серед яких, наприклад, було запрошення на регулярні виступи у програмі Джонні Карсона «The Tonight Show». 
У травні 1971 року Мідлер зіграла подвійну роль у рок-опері «Tommy», яку поставила «Seattle Opera Company», а наприкінці того ж року офіційно дебютувала у Нью-Йорку, виступаючи у нічному клубі «Downstairs At The Upstairs». Початковий двотижневий ангажемент керівництву клубу довелось продовжити до десяти, щоб усі охочі могли переглянути шоу. Наступного року Мідлер виступила з Карсоном у Лас-Вегасі в готелі «Sahara», а також дала концерт у нью-йоркському «Carnegie Hall».
У листопаді 1972 року фірма «Atlantic» випустила дебютний альбом Бет Мідлер «The Divine Miss M», який лише за перший місяць розійшовся у кількості понад 100 000 примірників. Входили до альбому головним чином твори, які Мідлер включала до своїх шоу, наприклад, «Boogie Woogie Bugle Boy» з репертуару The Andews Sisters, «The Chapel Of Love» The Dixie Cups, «The Leader Of The Pack» The Shangri-Las та «Do You Want To Dance?» Боббі Фремена. Партію фортепіано у більшості цих творів виконав Баррі Манілов, який на початку 1970-х був акомпаніатором та музичним керівником Мідлер. Саму платівку Бет присвятила своїй сестрі Джудіт, яка загинула в автомобільній катастрофі. 
Другий альбом Мідлер «Bette Midler», що з'явився 1973 року, також добре продавався і потрапив до американського «Тор-10», а вона того ж року удостоєна нагороди «After Dark Award» як найкраща вокалістка року. Взагалі, у 1970-х співачка здобула статус суперзірки і виступала по всій Америці у переповнених залах.
1979 року Бет Мідлер зіграла свою першу головну роль у кіно — у фільмі Марка Райделла «Роза», що спирався на біографічні факти життя Дженіс Джоплін. За чудове втілення образу рок-зірки, життя якої знищив успіх, Мідлер стала номінанткою «Оскара». Дві пісні, що походили з цієї стрічки, головна тема та «When A Man Loves A Woman», а також альбом-звукова доріжка, потрапили до американського чарту. Подібний успіх супроводжував і черговий лонгплей «Divine Madness», який фіксував концерт співачки у Пасадені, а також був звуковою доріжкою до однойменного фільму режисера Майкла Рітчі про велике світове турне 1980 року Бет Мідлер.
Однак після великих успіхів початку 1980-х настав спад. Чорна комедія «Наврочили!» (1981, режисер Дон Сігел), у якій зіграла Мідлер, провалилася, а в артистичному середовищі ходили плітки про сильні чвари між Мідлер, її партнером Кеном Волом та режисером Доном Сігелом. Внаслідок цього артистка стала у Голлівуді персоною нон грата, що закінчилося нервовим стресом.
1984 року Мідлер одружилася з торговцем нерухомістю Мартіном фон Гасельберґом та уклала багаторічну угоду з «Walt Disney Studios», завдяки чому повернулась 1986 року на екрани, знявшись у комедії «Без копійки в Беверлі Гіллз» (режисер Пол Мазурський). До кінця 1980-х Мідлер, відмовившись від гастрольних турне, присвятила себе суто акторській кар'єрі і знялась у цілій серії комедійних фільмів, таких як «Безжальні люди» (1986, режисери Джим Абрагамс, Девід Цукер та Джеррі Цукер), «Скажені гроші» (1987, режисер Артур Гіллер) та «Великий бізнес» (1988, режисер Джим Абрагамс).
1988 року Мідлер зіграла одну зі своїх кращих ролей: у фільмі «На пляжі», знятому на власній студії артистки «All Girls Productions» (реж. Гаррі Маршалл). Під час роботи над фільмом Мідлер записала кілька пісень, серед яких були, «Ballin' The Jack», «I've Still Got My Health», «The Glory Of Love», «Under The Broadwalk» та дещо позбавлена смаку пісня «Otto Tisling». У цьому фільмі звучав також твір Ларрі Генлі та Джеффа Сілбейрема «Wind Beneath My Wings», який у виконанні Бет Мідлер здобув дві нагороди «Grammy».
1990 року артистка знялась у фільмі режисера Джона Ермана «Стелла», в якому вдало виконала пародію стриптизу, танцюючи на стійці бару серед склянок та пляшок. Того ж року зіграла з Вуді Алленом у комедії «Сцени в магазині». Роль у фільмі 1991 року «Для хлопців» (Мідлер була також і співпродюсеркою стрічки) принесла їй черговий «Золотий Глобус» (попередня нагорода була за роль у фільмі «Роза»).
Ще 1990 року Бет Мідлер записала перший (не враховуючи звукові доріжки) альбом від часу поразки 1983 року лонгплею «No Frills». Ця платівка під назвою «Some People's Lives» потрапила до американського «Тор-10», а твір «From The Distance», що походив з цієї платівки, тримався багато тижнів в американському та британському чартах. Відтоді артистка вирішила повернутись до музичної кар'єри і знову почала виступати.

## Дискографія
- The Divine Miss M (1972)
- Bette Midler (1973)
- Songs for the New Depression (1976)
- Broken Blossom (1977)
- Thighs and Whispers (1979)
- No Frills (1983)
- Some People's Lives (1990)
- Bette of Roses (1995)
- Bathhouse Betty (1998)
- Bette (2000)
- Sings the Rosemary Clooney Songbook (2003)
- Sings the Peggy Lee Songbook (2005)
- Cool Yule (2006)
- It's the Girls! (2014)

## Фільмографія
| Рік  |    | Українська назва            | Оригінальна назва             | Роль                       |
| ---- | -- | --------------------------- | ----------------------------- | -------------------------- |
| 1979 | ф  | Роза                        | The Rose                      | Мері Роуз «Роза» Фостер    |
| 1982 | ф  | Наврочили!                  | Jinxed!                       | Боніта Фрімі               |
| 1986 | ф  | Без копійки в Беверлі Гіллз | Down and Out in Beverly Hills | Барбара Вайтмен            |
| 1986 | ф  | Безжальні люди              | Ruthless People               | Барбара Стоун              |
| 1987 | ф  | Скажені гроші               | Outrageous Fortune            | Сенді                      |
| 1988 | ф  | Великий бізнес              | Big Business                  | Седі Шелтон / Седі Ретліфф |
| 1988 | ф  | На пляжі                    | Beaches                       | Сі Сі Блум                 |
| 1990 | ф  | Стелла                      | Stella                        | Стелла                     |
| 1991 | ф  | Сцени в магазині            | Scenes From A Mall            | Дебора Файфер              |
| 1991 | ф  | Для хлопців                 | For the Boys                  | Діксі Леонард              |
| 1993 | ф  | Фокус-покус                 | Hocus Pocus                   | Вінні Сандерсон            |
| 1995 | ф  | Знайти коротуна             | Get Shorty                    | Доріс Сафрон               |
| 1996 | ф  | Клуб перших дружин          | The First Wives Club          | Бренда Кушман              |
| 1997 | ф  | Це давнє почуття            | That Old Feeling              | Лілі Леонард               |
| 2000 | ф  | Чого хочуть жінки           | What Women Want               | Доктор Дж. М. Перкінс      |
| 2000 | ф  | Втопимо Мону!               | Drowning Mona                 | Мона                       |
| 2004 | ф  | Степфордські дружини        | The Stepford Wives            | Боббі Марковіц             |
| 2007 | ф  | Вона мене знайшла           | Then She Found Me             | Берніс Грейвс              |
| 2008 | ф  | Жінки                       | The Women                     | Лія Міллер                 |
| 2012 | ф  | Обережно! Предки в хаті     | Parental Guidance             | Даян Декер                 |
| 2017 | ф  |                             | Freak Show                    | Мув                        |
| 2019 | мф | Родина Адамсів              | The Addams Family             | бабуся (голос)             |
| 2020 | ф  |                             | The Glorias                   | Белла Абзуґ                |
| 2021 | мф | Родина Адамсів 2            | The Addams Family 2           | бабуся (голос)             |
| 2022 | ф  | Фокус-покус 2               | Hocus Pocus 2                 | Вінні Сандерсон            |

## Цікаві факти
У її честь названий персонаж Midler, яка є другорядним антагоністом в манзі і аніме JoJo's Bizzare Adventure: Stardust Crusaders.
Товаришувала з американською садівницею та філантропкою Рейчел Ламберт Меллон, яка перепланувала Трояндовий сад Білого дому.